# ケタンセリン
ケタンセリン（Ketanserin）とは5-HT受容体拮抗薬の1つである。海外で高血圧治療薬として用いられているほか、セロトニン系の研究手法、特に5-HT2受容体群の研究に用いられる。5-HT2A受容体を遮断することにより5-ヒドロキシトリプタミン（セロトニン）との結合を抑制し、抗セロトニン作用を示す。1980年に発見された。商品名Sufrexal。開発コードR41468。

## 効能・効果
WHOと米国国立衛生研究所はケタンセリンを高血圧治療薬に分類している。
プロタミン（ヘパリン過量投与時の解毒に用いられる物質）誘発性肺高血圧症を打ち消すために用いられる
降圧効果は反射性頻脈を誘発しない。
心臓手術の際に使用される。

## 実験室での使用
トリチウム（3H）標識ケタンセリンが5-HT2受容体の受容体結合アッセイおよびオートラジオグラフィーの研究に用いられる。この放射標識物質でヒト脳内のセロトニン-2A受容体の分布が研究可能となった。
ヒト小脳のオートラジオグラフィーで、加齢と共に3Hケタンセリンの結合量が増加する（30歳前後で50fM（50×10-15mol/L）である一方、75歳では100fMを超える）事が明らかとなった。同研究では、脳破砕物を用いた実験でもケタンセリン結合量が加齢と有意に相関することが見出された。
放射性炭素（11C）で標識したNNC112を用いてドーパミンD1受容体を研究する際に5-HT2受容体をマスキングするためにも用いられる。

## 作用機序
ケタンセリンは齧歯類では高親和性非選択的5-HT2受容体遮断薬である （Ki 5-HT2A=2〜3nM；Ki 5-HT2C= 28nM）が、ヒト等の霊長目では、ケタンセリンは 5-HT2A受容体に対して5-HT2C受容体よりも高選択的であると考えられる（Ki 5-HT2A= 2〜3nM；Ki 5-HT2C= 130nM）。
加えて、ケタンセリンはヒスタミンH1受容体に高い親和性を持っている（Ki = 2 nM）他、下記の受容体に親和性を有している。
- α1-アドレナリン受容体（英語版）：Ki = 〜40nM[15]
- α2-アドレナリン受容体（英語版）：Ki = 〜200nM [要出典]
- 5-HT1D受容体（英語版）：不明[14][16]
- 5-HT2B受容体（英語版）：不明[17]
- 5-HT6受容体（英語版）：Ki = 〜300nM[18]
- 5-HT7受容体（英語版）：不明[14]
- D1受容体（英語版）：Ki = 〜300nM[15]
- D2受容体（英語版）：Ki = 〜500nM[12][15]

ケタンセリンは小胞モノアミン輸送体（VMAT2）も遮断する。